# Poirot investiga
Poirot investiga (Título original en inglés: Poirot Investigates) es un libro de la escritora británica Agatha Christie, publicado originalmente en Reino Unido por The Bodley Head en 1924 (y un año después, en Estados Unidos por Dodd, Mead and Company). En España fue publicado por Editorial Molino en 1960.
El libro presenta 11 historias cortas (14 en la edición estadounidense) narradas por el fiel compañero de Poirot, Hastings. Muchas de las narraciones cuentan también con la participación de Japp, el Inspector Jefe de Scotland Yard. Son casos de los más diversos tipos: robos, raptos y asesinatos que Poirot resuelve con cierta facilidad, utilizando siempre sus formidables "células grises".

## Edición británica (1924): Historias y argumento
Los títulos y argumentos de los relatos que componen este libro (los mismos que en su edición española) son:

### La aventura del Estrella del Oeste
(Título original: The Adventure of "The Western Star")
Poirot recibe la visita de Mary Marvell, famosa estrella de cine belga que se halla de visita en Londres. La actriz ha recibido tres cartas de manos de un ciudadano chino en las que se le exige devolver su magnífico diamante, el “Estrella del Occidente”, al lugar donde supuestamente pertenece (el ojo izquierdo de un ídolo) antes de la próxima luna llena. Su marido, Gregory Rolf, quien compró la joya a un chino en San Francisco, se la obsequió tres años atrás como regalo de bodas. La pareja va a acudir a Yardly Chase, el hogar de Lord y Lady Yardly, pocos días antes de la luna llena para discutir el rodaje de una película allí, y Mary está decidida a lucir allí el diamante. Tanto Poirot como Hastings recuerdan el rumor de años atrás en el que se relacionaba a Rolf y Lady Yardly. Los Yardly poseen además un diamante idéntico, el “Estrella del Oriente”. Tras marcharse Mary, Poirot se va también y Hastings recibe la visita de Lady Yardly, deduciendo que ella también ha recibido cartas amenazantes para que devuelva la joya (al ojo derecho del citado ídolo). Lord Yardly planea vender su diamante debido a las deudas que ha contraído, y cuando Poirot lo descubre, concierta una visita a Yardly Chase. Una vez allí, las luces se apagan, Lady Yardly es atacada por un hombre chino y su joya robada. Al día siguiente, la joya de Mary es robada también en su hotel de Londres. Poirot lleva a cabo sus investigaciones y les devuelve a los Yardly su joya.

### Tragedia en Marsdon Manor
(Título original: The Tragedy at Marsdon Manor)
Poirot ha sido requerido por un amigo, director de la Northern Union Insurance Company, para investigar el caso de un hombre de mediana edad muerto a causa de una hemorragia interna pocas semanas después de asegurar su vida por 50,000 libras. Hay rumores de que el hombre - Mr. Maltravers - estaba en dificultades financieras y se sugiere que pagó las cuotas del seguro y después se suicidó en beneficio de su joven y bella esposa. Poirot y Hastings viajan a Marsdon Manor, en Essex, donde el hombre fue encontrado muerto en el suelo junto a un pequeño rifle. El médico local asegura que la muerte de Mr. Maltravers se produjo por causas naturales. Interrogan a la viuda y no encuentran nada extraño. Ya se están marchando cuando llega un hombre joven, el Capitán Black, quien, según un jardinero, acudió la casa el día anterior al suceso. Poirot entrevista a Black y, haciendo un juego de asociación de palabras, descubre que, durante un viaje a África, el hombre supo de alguien que se suicidó con un rifle. Poirot finalmente dará con la solución al misterio.

### La aventura del piso barato
(Título original: The Adventure of the Cheap Flat)
Hastings se halla en la casa de un amigo con otras personas cuando la conversación comienza a girar en torno a la dificultad de encontrar casa en Londres a un precio razonable. Entre los presentes está una pareja joven, los Robinson, y ella cuenta que han conseguido encontrar un piso en Knightsbridge por un alquiler increíblemente bajo que nadie parece haber sido capaz de conseguir a pesar de su atractivo precio. Al día siguiente, cuando Poirot sabe de tan extraño hecho, se siente inmediatamente interesado y comienza a investigar. Cuando Hastings y él van al bloque de edificios donde se encuentra el piso en cuestión, el portero les cuenta que los Robinson llevan seis meses viviendo allí, a pesar de que Mrs. Robinson le dijo a Hastings que acababan de firmar el contrato. Poirot decide alquilar otro piso en el mismo edificio y, usando el montacargas, consigue entrar en el apartamento de los Robinson y manipula los cerrojos de forma que puedan entrar allí cuando quieran. Al día siguiente, Poirot le dice a Hastings que Japp le ha informado del robo de unos importantes planos de la Marina de los EE. UU. a manos de un italiano llamado Luigi Vardarno, quien consiguió pasárselos a una espía internacional, Elsa Hardt, antes de ser asesinado en Nueva York. La descripción de Hard se ajusta bastante a la de Mrs. Robinson. Una vez más, Poirot hará uso de sus células grises para dar con la explicación al enigma.

### El misterio de Hunter's Lodge
(Título original: The Mystery of Hunter's Lodge)
Poirot se halla en cama a causa de un catarro cuando Hastings y él reciben una visita de Mr. Roger Havering, segundo hijo de un barón, y casado con una actriz desde hace varios años. Mr. Havering se hallaba en su club de Londres cuando a la mañana siguiente recibe un telegrama de su mujer informándole de que su tío, Harrington Pace, fue asesinado la noche previa y le solicita que acuda con un detective. Como Poirot se halla indispuesto, es Hastings quien se dirige con Havering a la escena del crimen, Derbyshire. Mr. Pace, americano de nacimiento y hermano de la madre de Mr. Havering, posee un aislado terreno de caza en Derbyshire. Cuando Hastings y Havering llegan, se encuentran con el Inspector Japp, que se hace cargo de la investigación para Scotland Yard. Como Havering es requerido por Japp para responder algunas preguntas, Hastings habla con el ama de llaves, Mrs. Middleton, quien le dice que la noche previa acudió un hombre de barba negra a ver a Mr. Pace. Mrs. Havering y ella se hallaban fuera de la habitación en la que se encontraban los dos hombres, cuando de repente escucharon un disparo. La puerta de la habitación estaba cerrada con llave pero encontraron abierta la ventana que daba al exterior y, tras saltar por ella, encontraron a Mr. Pace muerto a causa de un disparo efectuado con una de las dos pistolas que cuelgan de la pared y que ahora ha desaparecido, junto al hombre de la barba negra. Hastings habla entonces con Mrs. Havering, quien confirmará la historia del ama de llaves. Japp por su parte comprobará la coartada de Havering mediante los horarios de trenes a Londres y su presencia en el club, pero pronto la pistola desaparecida es hallada en Ealing. Hastings telegrafía a Poirot, estableciéndose entonces una secuencia de exposición de hechos e instrucciones que al final permitirán descubrir al asesino.

### El robo del millón de dólares en bonos
(Título original: The Million Dollar Bond Robbery)
Poirot es requerido por la prometida de Philip Ridgeway para que pruebe su inocencia. Ridgeway es el sobrino de Mr. Vavasour, codirector general del London and Scottish Bank, y un millón de dólares en bonos han desaparecido cuando estos se encontraban bajo su custodia. Poirot se reúne con Ridgeway para que le exponga los hechos del caso: su tío y el otro director general del banco, Mr. Shaw, le encargaron que hiciera cargo del traslado de un millón de dólares en bonos Liberty a Nueva York, con el fin de ampliar las actividades del banco allí. Los bonos fueron contados en presencia de Ridgeway en Londres, empaquetados y seguidamente puestos en una maleta que contaba con un candado especial. El paquete desapareció pocas horas antes de que el barco en el que Ridgeway viajaba, el Olimpia, atracara en Nueva York. El candado presentaba signos de haber intentado ser forzado, pero fue abierto con la llave. Los pasajeros fueron sometidos en seguida a registro, pero no se encontró nada. El ladrón vendió los bonos en Nueva York tan rápido que un comprador juró haberse hecho con algunos antes de que el barco atracara. Poirot interroga a los dos directores del banco, quienes confirman las palabras de Ridgeway. Entonces viaja a Liverpool, adonde el Olympia ha regresado de Nueva York; allí interrogará a un camarero del barco y, como no podría ser de otra manera, dará con la solución final.

### La aventura de la tumba egipcia
(Título original: The Adventure of the Egyptian Tomb)
Poirot es consultado por Lady Willard, viuda del famoso egiptólogo Sir John Willard, quien era el arqueólogo principal de una excavación en la tumba del faraón Men-her-Ra, junto con el financiero americano Mr. Bleibner. Ambos hombres mueren en apenas dos semanas de diferencia, Sir John de un fallo cardíaco y Mr. Bleibner por un envenenamiento en la sangre. Apenas unos días después, el sobrino de Mr. Bleibner, Rupert, se suicida de un disparo, y los periódicos comienzan a saturarse de historias acerca de la maldición egipcia. El hijo de Lady Willard, Guy, se ha marchado a Egipto para continuar el trabajo de su padre, y Lady Willard teme que él sea el próximo en morir. Para sorpresa de Hastings, Poirot declara creer en el poder de la superstición y acepta hacerse cargo del caso. Su primer paso es telegrafiar a Nueva York para obtener detalles referentes a Rupert Bleibner, y averigua que el joven estuvo una temporada viajando por los mares del sur y, finalmente, consiguió que le prestaran el suficiente dinero para viajar a Egipto, donde le comentó a alguien que tenía un “buen amigo” que le prestaría dinero. Una vez allí, su tío se niega a darle un penique y el sobrino acaba regresando a Nueva York, donde se suicida tras dejar una nota en la que declara ser “un leproso y un descastado”. Poirot y Hastings deciden viajar entonces a Egipto y unirse a la expedición, donde al llegar se encuentran con que ha tenido lugar otra muerte, la de un americano, a causa del tétanos. Poirot investiga y siente cada vez más la fuerza maligna del lugar, lo cual no le impide hacer uso de sus pequeñas células grises para encontrar una relación entre tan repentinas muertes.
Al morir el alma fue vista en un cementerio de animales, por no ser como todo el resto de las personas.

### Robo de joyas en el Grand Metropolitan
(Título original: The Jewel Robbery at the Grand Metropolitan)
Poirot y Hastings se alojan en el Grand Metropolitan Hotel, en Brighton, donde coinciden con Mr. y Mrs. Opalsen. Él es un rico corredor de bolsa que ha amasado una fortuna con el boom del petróleo, lo que aprovecha su mujer para coleccionar joyas. Ella ofrece a Poirot enseñarle sus perlas y va a su habitación a por ellas, pero estas han sido robadas y, como no podía ser de otra manera, le piden ayuda a Poirot. Únicamente dos personas han estado en la habitación desde que las perlas fueron vistas por última vez: la doncella de Mrs. Opalsen, Celestine, y la camarera del hotel. Ambas chicas son interrogadas y se acusan del robo mutuamente. La estancia tiene una habitación lateral donde duerme Celestine y una puerta que da a la habitación de al lado. Ambas chicas estuvieron a la vista la una de la otra excepto en dos pausas de veinte y quince segundos, respectivamente, en las que Celestine fue a su habitación (no el tiempo suficiente para sacar de la cómoda el joyero, abrirlo, sacar las perlas y devolver la caja). Ambas son registradas pero no se encuentra nada. Tras registrar exhaustivamente las habitaciones, se localizan las perlas bajo el colchón de Celestine. El caso parece cerrado, pero Poirot le dice a Hastings que las perlas encontradas son falsas. Tras realizar Poirot las oportunas pesquisas, las verdaderas perlas son encontradas.

### El rapto del primer ministro
(Título original: The Kidnapped Prime Minister)
Hacia el final de la Gran Guerra, Hastings discute en su apartamento con Poirot la noticia del día: nada menos que el intento de asesinato del Primer ministro del Reino Unido, David MacAdam. Pronto son interrumpidos por dos importantes visitantes: Lord Estair (presidente de la Cámara de los Comunes) y Bernard Dodge, miembro del gabinete de Guerra. Le solicitan a Poirot su ayuda en un asunto que, presumiblemente, provocará una crisis nacional: el primer ministro ha sido raptado a pocas horas de la celebración de una importante Conferencia Aliada en Versailles, abocada al fracaso sin su presencia, y cuyos detalles acerca de fecha y lugar conocen muy pocas personas. El secuestro ha tenido lugar en Bolonia, donde tras cruzar el Canal desde Dover, el primer ministro se subió a lo que él creía su coche oficial, que se suponía iba a llevarle de camino a la casa del Comandante en Jefe, y de ahí a París al día siguiente. El verdadero coche oficial es encontrado en una cuneta con su conductor y un ayudante de campo atados y amordazados; mientras Lord Estair y Bernard Dodge le exponen a Poirot los hechos, les llega la noticia de que el coche falso también ha sido encontrado, con el Capitán Daniels, secretario del primer ministro, cloroformado y amordazado dentro. Murphy, chófer del primer ministro aún se encuentra en paradero desconocido. Poirot quiere saber todos los detalles del tiroteo que intentó acabar con la vida del primer ministro y al que nadie parece relacionar con el rapto, y le cuentan que este tuvo lugar al regreso del Castillo Windsor cuando, acompañado una vez más de Daniels y Murphy, el coche se desvió por un camino lateral y fue rodeado de hombres enmascarados. El asunto es grave y el tiempo apremia, por lo que Poirot y Hastings se ponen en marcha para tratar de lograr que la presencia del primer ministro en la Conferencia Aliada de Versalles sea posible; y, como no podía ser de otra manera, concluyen su empresa con éxito.

### La desaparición del Sr. Davenheim
(Título original: The Disappearance of Mr. Davenheim)
Poirot y Hastings invitan a Japp a tomar el té en su casa, y la conversación comienza a girar en torno a la reciente desaparición de un banquero, Mr. Davenheim, de su gran mansión de campo, The Cedars. Poirot se apuesta con Japp 5 libras a que será capaz de resolver el caso en una semana sin moverse de su silla, siempre y cuando él le tenga al tanto de todos los hechos del caso. Japp le pone al corriente: Davenheim llegó a casa el domingo a mediodía. Todo parecía normal, y el banquero salió a llevar unas cartas a Correos por la tarde, añadiendo que esperaba un visitante por un asunto de negocios, Mr Lowen, quien debería esperar en su estudio hasta que él regresara. Pasan las horas y Mr. Davenheim no vuelve a casa, y no hay rastro de él en ninguna parte. La policía es telefoneada y al día siguiente se descubre que la caja fuerte del estudio de Davenheim ha sido forzada y su contenido (dinero, una gran cantidad en bonos y una sustancial colección de joyas) robado. A pesar de haber estado varias horas en su estudio, Lowen no ha sido arrestado, únicamente es sometido a vigilancia por la policía. Los motivos de la visita: discutir un negocio en Sudáfrica con Mr. Davenheim, quien había viajado a Johannesburgo el otoño anterior. A Poirot le interesa el hecho de que la casa cuenta con un lago que, según Japp, será fondeado al día siguiente; Japp le informa también de que Mr. Davenheim luce pelo largo, mostacho y una espesa barba. Según se van presentando los hechos y apareciendo las pistas, Japp va informando a Poirot, el cual, al final… gana las 5 libras de la apuesta.

### La aventura del noble italiano
(Título original: The Adventure of the Italian Nobleman)
Poirot y Hastings están en su apartamento disfrutando de la compañía de su vecino, el Dr. Hawker, cuando el ama de llaves del médico, Miss Rider, llega con el recado de que un cliente, el conde Foscatine, le ha llamado suplicando ayuda. Poirot y Hastings deciden acompañar al médico al piso de Foscatine en Regent’s Court, el encargado del ascensor niega ser consciente de ningún problema alegando que Graves, el empleado del conde, abandonó el edificio media hora antes sin ningún indicio de que algo fuera mal. El piso está cerrado pero el encargado del edificio lo abre para ellos. Dentro, encuentran una mesa puesta para tres personas con los platos vacíos. El conde está solo y muerto por una herida en la cabeza causada con una pequeña estatua de marfil. A Poirot le interesan los restos de comida, preguntándole a continuación al personal de cocina del edificio sobre lo que se sirvió para la cena y lo que sobró. Poirot parece realmente intrigado por el hecho de que los comensales apenas probaron el postre. También se da cuenta de que tras pedir ayuda, el conde parece que colgó el auricular del teléfono con cuidado. La policía llega al piso a la vez que el sirviente, Graves, quien les cuenta que Foscatine recibió la visita de dos personas la noche anterior, ambos  italianos, el Signor Ascanio de unos 40 años y otro hombre de unos 24. Graves, que escuchó a escondidas parte de la conversación, oyó amenazas, y declara que el conde invitó a los dos hombres a cenar al día siguiente, y al día siguiente, le da a Graves la tarde libre de forma inesperada. El Signor Ascanio es arrestado, pero tres hechos llaman la atención de Poirot: el café de la cena es muy negro, el postre está apenas sin tocar y las cortinas no están corridas. Tres hechos que, madurados convenientemente, llevan a Poirot a dar con el asesino.

### El caso del testamento desaparecido
(Título original: The Case of the Missing Will)
Poirot recibe una extraña petición de Miss Violet Marsh, quien tras quedar huérfana a los 14 años de edad se fue a vivir con su tío Andrew, regresado recientemente a su gran casa de Devon tras hacer fortuna en Australia. Él tiene una mentalidad anticuada en lo que concierne a la educación de las mujeres y se opuso a que su sobrina se enfrascara en el estudio, a lo que Violet se rebeló,  consiguiendo ser admitida en Girton College nueve años atrás. A pesar de todo, mantuvo una relación cordial con Andrew Marsh, y tras el reciente fallecimiento de este, descubre un testamento con una extraña cláusula: Marsh ha dado instrucciones de que su sobrina puede vivir en su casa durante un mes, y en ese tiempo tiene que probar su supuesta inteligencia. Si no lo consigue al final de ese tiempo, todos sus bienes pasarán a instituciones de caridad y ella se quedará sin nada. Al igual que Miss Marsh, Poirot está convencido de la existencia de un segundo testamento o una suma de dinero escondida en la casa y acepta buscarla. Al viajar a Devon, Poirot y Hastings buscan a Mr. y Mrs. Baker, encargados de las tareas de la casa de Andrew Marsh; ellos le cuentan a Poirot haber sido los testigos del testamento de Marsh, dos testamentos en realidad, puesto que él Marsh haber cometido un error en la redacción del primero y se hace necesario comenzar de nuevo. Examinando la casa, Poirot queda encantado con el orden y método del Mr. Marsh, salvo por una excepción: la llave del escritorio. Al final de la historia, Miss Marsh demuestra que probó su inteligencia de la mejor manera posible: contratando a Poirot para hacerse cargo del caso.

## Edición americana (1925)
La versión norteamericana incluyó, además de las anteriores, tres historias adicionales que no aparecieron en forma de libro en Reino Unido hasta 1974 con la publicación de Primeros casos de Poirot:
- La caja de bombones (The Chocolate Box)
- Poirot infringe la ley (The Veiled Lady)
- La mina perdida (The Lost Mine)

## Adaptaciones en cine, televisión o teatro

### Hercule Poirot (The Disappearance of Mr. Davenheim)
"The Disappearance of Mr. Davenheim" (título en el idioma original, puesto que no se llegó a doblar al español) se presentó en forma de episodio de 30 minutos producido por la norteamericana CBS como parte de la serie General Electric Theater el 1 de abril de 1962, bajo el título Hercule Poirot. Dirigido por John Brahm y con Martin Gabel en el papel de Poirot, la adaptación serviría como episodio piloto para una serie para televisión sobre los relatos de Agatha Christie y que, al final, no se llegó a realizar.

### Agatha Christie: Poirot
Todas las historias incluidas en Poirot Investiga han sido llevadas a la pequeña pantalla como capítulos de la serie Agatha Christie: Poirot, producida por la británica ITV, con David Suchet en el papel de Poirot, Hugh Fraser como Hastings, Philip Jackson como Japp y Pauline Moran como Miss Lemon. Las adaptaciones* por orden de emisión (de la V.O.) son:
Segunda Temporada
- Episodio 5: La desaparición del Sr. Davenheim: 04/02/1990
- Episodio 7: La aventura del piso barato: 18/02/1990
- Episodio 8: El rapto del primer ministro: 25/02/1990
- Episodio 9: La aventura de la Estrella del Oeste: 04/03/1990

Tercera Temporada
- Episodio 3: El robo del millón de dólares en bonos: 13/01/1991
- Episodio 6: Tragedia en Marsdon Manor: 03/02/1991
- Episodio 11: El misterio de Hunter's Lodge: 10/03/1991

Quinta Temporada
- Episodio 1: La aventura de la tumba egipcia: 17/01/1993
- Episodio 4: El caso del testamento desaparecido: 07/02/1993
- Episodio 5: La aventura del nombre italiano: 14/02/1993
- Episodio 8: Robo de joyas en el Grand Metropolitan: 7/03/1993